# Die Republik der Backfische
Die Republik der Backfische ist ein deutscher Stummfilm aus dem Jahre 1928. Unter der Regie von Constantin J. David spielt Käthe von Nagy die Hauptrolle.

## Handlung
Billie van Santen ist ein durch und durch wildes Mädchen: In Argentiniens Pampa aufgewachsen, kann sie zwar reiten, schießen und fluchen wie ein Junge, ihr ermangelt es jedoch an jedweder Kultur und Damenhaftigkeit. Dies soll sich ändern, findet ihr Vater Thomas van Santen, ein wohlhabender Viehzüchter, und vertraut sie einem Jugendfreund aus Berlin an, der gerade zu Besuch auf van Santens Hacienda weilt. Thomas bittet ihn, Billie nach Europa mitzunehmen, wo der jungenhafte Wildfang auf einem Mädchenpensionat endlich zu einer jungen Dame geformt werden soll. Doch Billie lässt sich nicht formen und widersetzt sich sämtlichen Erziehungsversuchen. Im Gegenteil: Sie zettelt mit anderen Mädchen eine Revolte an und plant, mit ihnen eine Art Mädchenrepublik zu gründen, in denen die Herren der Schöpfung nichts mehr zu sagen haben.
Als Billie ihre in Argentinien erlernten Fähigkeiten als Lasso- und Messerwerferin in einer Zirkusvorführung zum Besten gibt, wird sie prompt aus dem Mädcheninternat hinausgeworfen, da ein solches Verhalten einer jungen Dame überhaupt nicht gezieme, wie die Schulleitung befindet. Daraufhin beginnt Billie ihren Plan eines eigenen Jungmädchenstaates umzusetzen: Die auf einer Mittelmeerinsel ausgerufene „Republik der Backfische“ wird geboren, die dafür benötigte Finanzierung mittels eines von Billie „wildwestlich“ angehauchten Banküberfalls ermöglicht. Männer haben in diesem Mädchenstaat rein gar nichts zu melden, so wird’s beschlossen. Bald schließen sich immer mehr Mädchen des Internats an, die der Männerherrschaft überdrüssig sind.
Eines Tages taucht ein junger Mann namens Robby auf. Er wurde aus Berlin in den sonnigen Süden geschickt, um nach dem Verbleib der aus dem Internat verschwundenen Mädchen zu forschen. Dieser Robby ist ein echter Sonnenschein, und da die Welt ganz ohne Männer auch langweilig ist, fliegen ihm sofort die Herzen der jungen Damen zu, auch wenn sie ihn zunächst als ihren persönlichen Gefangenen festsetzen. Auch Billie kann Robbys Charme nicht widerstehen, und gemeinsam mit ihm können die titelgebenden Backfische sogar in einem Kampf mit Waffenschmugglern die Oberhand gewinnen. Schließlich wird das Patriarchat wiederhergestellt, in dem sich die Mädchen fügen und brav zu ihren Eltern heimkehren. Auch Billie unterwirft sich letztlich, in dem sie den Charmeur Robby heiraten will.

## Produktionsnotizen
Die Republik der Backfische entstand im Sommer 1928 in Dalmatien (Außenaufnahmen). Der Film passierte am 15. Oktober 1928 die Zensur und wurde noch am selben Tag in Berlins UFA-Theater Universum uraufgeführt. Der Film besaß sieben Akte, verteilt auf 2820 Meter, und wurde mit Jugendverbot belegt.
Marcel Hellmann war Produktionsleiter. Max Knaake und Fritz Maurischat entwarfen die Studiobauten, Hans Sohnle und Otto Erdmann die Außenbauten.